# Chapacris
Chapacris is een geslacht van rechtvleugeligen uit de familie veldsprinkhanen (Acrididae). De wetenschappelijke naam van dit geslacht is voor het eerst geldig gepubliceerd in 1940 door Tinkham.

## Soorten
Het geslacht Chapacris  is monotypisch en omvat slechts de volgende soort:
- Chapacris tonkinensis (Tinkham, 1940)